# Elsa Tower 55
Elsa Tower 55  (エルザタワー55 Eruza Tawā Fifutiifaibu?)  es un rascacielos residencial localizado en Kawaguchi, Prefectura de Saitama, Japón. Su altura es 186 metros. Se terminó de construir en 1998. Fue el edificio residencial más alto de Japón hasta 2004, cuando fue superado por el rascacielos Acty Shiodome, construido en Tokio.

## Características
Cuenta con un espacio central vacío en el interior del edificio en toda la altura de 20 metros por 20 metros para crear una "comunicación horizontal". Cada 10 pisos hay un área de juegos para niños llamada skypocket park. 
Seis de sus siete ascensores son transparentes y hay dos ascensores de alta velocidad de 11 plazas. El restante es un ascensor de emergencia. Los pisos 29 y 43 son los pisos de transferencia del elevador.